# Легенды о путешествиях во времени
Легенды о путешествиях во времени иногда появляются в прессе или распространяются в интернете. Как правило, они оказываются либо мистификацией, либо основываются на неверных предположениях, неполной информации или преподнесении вымысла как факта. Многие из этих историй признаны городскими легендами.

## Путешественники

### Шарлотта Энн Моберли и Элеонора Журден
В 1911 году Шарлотта Энн Моберли (1846—1937) и Элеонора Журден (1863—1924) опубликовали книгу «Приключение» под псевдонимами Элизабет Морисон и Фрэнсис Ламонт. В ней они рассказали о посещении Малого Трианона — небольшого замка на территории Версаля, и утверждали, что видели там призраков (фр. les fantômes du Trianon / les fantômes de Versailles), в частности призрак Марии Антуанетты. Их история произвела сенсацию и стала предметом насмешек.

### Путешественница Чаплина
В октябре 2010 года ирландский режиссёр Джордж Кларк опубликовал на YouTube видеоклип «Chaplin’s Time Traveller», включающий дополнительный материал о фильме Чарли Чаплина «Цирк». В нём содержатся кадры хроники с премьеры фильма в Лос-Анджелесе в Китайском театре Граумана в 1928 году. В какой-то момент женщина, проходящая мимо, подносит некий предмет к своему уху. По мнению Кларка, женщина говорила по сотовому телефону и потому может считаться путешественницей во времени. Клип получил миллионы просмотров и демонстрировался в телевизионных новостях.
Помощник редактора «The Atlantic» Николас Джексон объяснил поведение женщины на видео тем, что она использовала портативный слуховой аппарат, который в то время появился. Филипп Скроска, архивариус из Медицинской библиотеки им. Бернарда Беккера Вашингтонского университета в Сент-Луисе, решил, что женщина могла держать прямоугольную слуховую трубку. Журналист из «New York Daily News» Майкл Шеридан написал, что устройство, вероятно, было слуховым аппаратом, произведённым компанией «Acousticon». То, что женщина из фильма не могла использовать сотовый телефон, доказывает хотя бы то, что на тот момент нигде в мире не было сотовых вышек, необходимых для поддержания связи..

### Хипстер 1941 года
На фотографии 1941 года, сделанной во время открытия моста Голд-бридж в Британской Колумбии, якобы запечатлён путешественник во времени. Утверждалось, что его одежда и солнцезащитные очки не соответствуют стилю 1940-х годов. Однако выяснилось, что стиль его очков разработан ещё в 1920-е годы, а на футболке угадывается логотип хоккейной команды «Монреаль Марунз». Облик мужчины соответствует эпохе и отличается от собравшихся тем, что те одеты более официально.

### Мобильное устройство в 1943 году
В ноябре 2018 года художник Стюарт Хамфриз опубликовал в Twitter фотографию 1943 года, где запечатлён отдых людей на Towan Beach в Ньюки, Корнуолл. Там пользователи заметили человека, использующего анахроничное мобильное устройство, вроде телефона. Этот твит подхватили различные новостные агентства, включая Fox News Channel (США), а также бульварные газеты Великобритании («The Sun» и «Daily Mirror»). При поддержке медиа-сайтов, таких как LADbible фотография получила глобальное освещение через новостные агентства в России, Иране, Тайване, Венгрии, Китае и Вьетнаме. Опубликовавший фотоснимок художник Хамфриз отвергает идею о путешествии во времени запечатлённого человека и считает, что он просто крутил папиросу.

### Рудольф Фенц
Рудольф Фенц — персонаж популярной городской легенды, невольный «путешественник во времени», перенёсшийся из 1876 в 1950 год и сразу же после этого сбитый машиной. История широко распространилась в 1970-х годах и стала предметом многих статей. Как позже выяснилось, она заимствована из рассказа в жанре научной фантастики «Мне страшно» американского писателя Джека Финнея.

### Джон Тайтор
Между 2000 и 2001 годов в BBS появился человек под именем Джон Тайтор, который объявил себя путешественником во времени, который прибыл из 2036 года в целях военной миссии. Придерживаясь многомировой интерпретации, Тайтор отвергал идею временного парадокса и утверждал, что его путешествие не скажется на последовательности событий. Он «предсказал» разрушительную гражданскую войну в США в 2008 году, короткую ядерную Третью мировую войну в 2015 году, которая погубит 3 миллиарда человек. Предсказания Тайтора не сбылись, что снизило его популярность. Его история появилась на ряде веб-сайтов, манге «Врата;Штейна» и пьесе.

### Боб Уайт / Тим Джонс
Подобно Джону Тайтору, Боб Уайт или Тим Джонс разослал неизвестное количество спам-сообщений в интернете с 2001 по 2003 годы. Тема электронных писем всегда была одна и та же: человек пытался найти кого-то, кто мог бы предоставить «Генератор деформации измерений». В некоторых случаях он утверждал, что был путешественником во времени, застрявшим в 2003 году, в других — что ищет детали у других путешественников во времени. Несколько получателей ответили, что у них есть такое оборудование, а Дейв Хилл открыл онлайн-магазин, где путешественник во времени приобрёл генератор деформации (ранее — Hard Drive Motor), а другой Дейв взял тысячи долларов за «курсы» путешествий во времени, прежде чем он продаст запрошенное оборудование.
Имя «Боб Уайт» использовалось как псевдоним, который второй Дейв использовал при ответе. Вскоре после этого путешественник во времени был идентифицирован как профессиональный спамер Роберт Дж. Тодино (известный как «Робби»). Попытки Тодино путешествовать во времени были серьёзным убеждением, и вопреки его утверждению о полной психической вменяемости, его отец беспокоился, что отвечающие на письма его сына пользуются психическим расстройством Тодино.
В своей книге «Spam Kings» журналист Брайан С. МакВильямс, который раскрыл личность Тодино в статье для журнала «Wired», рассказал, что у Тодино ранее был диагностированы диссоциативное расстройство и шизофрения, что объясняет его психологические проблемы, о которых говорил его отец. Путешественник Тодино упоминается в песне «Rewind» (2003) джазового трио «Groovelily». В песне упоминаются фразы из электронных писем Тодино.

### Эндрю Карлссин
Эндрю Карлссин был предположительно арестован SEC в марте 2003 года за проведение 126 биржевых сделок с высокой степенью риска. Он инвестировал 800 долларов и выручил более чем 350 000 000 долларов, что привлекло внимание SEC. После ареста он в ходе четырёхчасовых признательных показаний заявил, что прибыл из будущего через 200 лет. Он предложил рассказать следователям о местонахождении Усамы бен Ладена и открыть лекарство от СПИДа в обмен на смягчение наказания и возможность вернуться в своё время. Правда, достоверных доказательств того, что эта история действительно произошла, не имеется.

### Хокан Нурдквист
На видео 2006 года швед Хокан Нурдквист утверждает, что случайно попал в 2046 год при ремонте раковины на своей кухне. По его словам, в будущем он встретил 70-летнего себя и «прекрасно провёл время». На видео двое мужчин улыбались, обнимались и демонстрировали татуировку на правой руке. В результате, это оказалась маркетинговая кампания по продвижению пенсионной страховой компании AMF.

### iPhone на картине 1860 года
Некоторые онлайн-зрители утверждали, что на картине австрийского художника Фердинанда Георга Вальдмюллера 1860 года под названием «Ожидаемая» изображена женщина, держащая мобильный телефон и смотрящая на него, идя по тропинке в сельской местности. Однако искусствоведы опровергли эти утверждения и заявили, что предполагаемый мобильный телефон, который женщина держала на картине, на самом деле является молитвенником.

## Технологии

### Хроновизор
Хроновизор — это аппарат, который якобы способен показывать прошлые и будущие события. О его существовании заявил преподобный Франсуа Брюн, автор нескольких книг о паранормальных явлениях и религии. В своей книге 2002 года «Новая тайна Ватикана» он утверждал, что устройство построено итальянским священником и учёным преподобным Пеллегрино Марией Эрнетти. Хотя отец Эрнетти существовал в действительности, наличие (а тем более функциональность) хроновизора была скрыта.

### Иранская машина времени
В апреле 2013 года иранское новостное агентство Fars опубликовало историю о 27-летнем иранском учёном-изобретателе машины времени, которая позволяет заглядывать в будущее. Несколько дней спустя историю заменили сообщением чиновника иранского правительства, что такое устройство не зарегистрировано.

### Филадельфийский эксперимент и Проект Монток
Филадельфийский эксперимент — название военно-морского эксперимента, который предположительно был проведён 28 октября 1943 года на военно-морской верфи в Филадельфии (США). Утверждается, что эскортный эсминец ВМС США USS Eldridge (DE-173) должен был стать невидимым (или «скрытым») для вражеских устройств. Эксперимент также упоминается как «проект Радуга». Иногда утверждается, будто военный корабль вернулся во времени примерно на 10 секунд.
История признана мистификацией. ВМС США утверждают, что такого эксперимента не проводилось, а детали этой истории противоречат устоявшимся фактам об «Элдридже» и законам физики.
Проект Монток якобы представлял собой серию секретных проектов правительства США, проводимых в Кэмп Херо или на станции ВВС Монток, Лонг-Айленд, с целью необычных исследований, включая путешествие во времени. Жак Валле называет Проект Монток следствием историй о Филадельфийском эксперименте.